# بخش وستون (وود کانتی، اوهایو)
بخش وستون (به انگلیسی: Weston Township) یک منطقهٔ مسکونی در ایالات متحده آمریکا است که در شهرستان وود، اوهایو واقع شده‌است.
 بخش وستون ۳۷٫۳ کیلومتر مربع مساحت و ۲٬۳۳۶ نفر جمعیت دارد و ۲۰۶ متر بالاتر از سطح دریا واقع شده‌است.